# Die Klavierspielerin (Film)
Die Klavierspielerin ist ein Spielfilm des österreichischen Regisseurs Michael Haneke aus dem Jahr 2001 und basiert auf dem gleichnamigen Roman von Elfriede Jelinek.
Mit 2,5 Millionen Kinobesuchern, davon rund 700.000 in Frankreich, war der Film auch international erfolgreich. Er wurde als Bestandteil der Edition „Der österreichische Film“ auf DVD veröffentlicht.

## Handlung
Erika Kohut ist Klavierlehrerin am Wiener Konservatorium. Sie lebt noch immer mit ihrer Mutter zusammen und teilt mit ihr das ehemals elterliche Ehebett. In dieser engen Umklammerung untersteht Erika fast vollständig der mütterlichen Kontrolle; sie hat keine Privatsphäre, da das Zimmer, das sie bewohnt, nicht abschließbar ist und somit auch der ständigen Kontrolle der Mutter ausgesetzt ist. Diese duldet kaum gesellschaftliche Kontakte. So zerstört sie Kleidungsstücke ihrer Tochter, wenn diese ihres Erachtens zu spät nach Hause kommt. Bei den Streitigkeiten werden beide gewalttätig.
Erika nimmt sich jedoch heimlich Freiheiten heraus. So besucht sie eine Peepshow-Kabine und riecht dabei an weggeworfenen Papiertüchern. Außerdem verletzt sie sich im Badezimmer selbst im Intimbereich. Als sie in einem Autokino ein Paar beim Sex beobachtet, wird der Mann auf sie aufmerksam, während sie neben dem Auto uriniert. Zuhause angekommen, wird sie von der Mutter geohrfeigt, die meint, ihr Kind sei bei einer Kollegin vom Wiener Konservatorium gewesen, da der Vater an dem Tage verstorben ist.
Neben ihrer Arbeit als Klavierlehrerin gibt Erika Hauskonzerte. Ihre Mutter ist argwöhnisch bei zu talentierten Schülern und wünscht sich eine weitergehende Karriere für ihre Tochter, welche sie sehr umsorgt. Bei einem der Hauskonzerte lernt Erika den „Schwachstrom“-Studenten Walter Klemmer kennen, der ebenfalls Klavier spielt und sich in Erika verliebt.
Walter bewirbt sich beim Konservatorium für die Klasse Erikas und wird trotz ihres negativen Votums aufgenommen. Derweil wird für ein Schülerkonzert geprobt. Am Tag der Generalprobe hat eine Schülerin Erikas große Auftrittsangst, weshalb sich Walter um die Schülerin kümmert. Während der Probe geht Erika hinaus, wickelt im Umkleideraum ein Wasserglas in ein Tuch, zertritt es und steckt die Splitter der Schülerin in die Manteltasche. Das Mädchen zerschneidet sich beim Anziehen des Mantels die Hand und schreit. Während Lehrer und Schüler zusammenlaufen, weist Erika Walter an, Beschützer zu spielen: Sie selbst könne kein Blut sehen. Erika geht scheinbar ruhig ein Stockwerk höher und uriniert im Schülerklo.
Walter folgt ihr und holt sie aus der Kabine. Nun folgen zunächst stürmische Gesten der Erregung, aber Erika bricht immer wieder ab und versucht Walter zum Schweigen zu bringen und auf Abstand zu halten. Letztlich kommt es zum Abbruch der sexuellen Handlungen und Walter verlässt unbefriedigt, jedoch mit Erikas Zusicherung, dass sie ihm Anweisungen für zukünftige Treffen zukommen lassen wird, den Raum.
In der nächsten Klavierstunde mit Walter verhält Erika sich, als wäre nichts vorgefallen. Sie kritisiert nur die Leistungen ihres Schülers am Klavier. Am Ende der Stunde überreicht sie ihm einen verschlossenen Brief. Walter schlägt ihr vor, das Wochenende gemeinsam zu verbringen, was sie ablehnt. Auf dem Heimweg folgt ihr Walter und holt sie im Treppenhaus ein. Als er ihr in die Wohnung folgt, ist die Mutter nicht erfreut über den ungebetenen Gast. Erika behauptet, sie müsse mit ihrem Schüler noch etwas besprechen, und geht mit ihm in ihr Zimmer. Weil es sich nicht abschließen lässt, schieben die beiden die Kredenz vor die Tür. Aus Wut und Hilflosigkeit betrinkt sich die Mutter.
Währenddessen verlangt Erika von Walter, den Brief zu lesen. In diesem Umschlag stehen die geheimsten Wünsche Erikas. Sie schreibt, Walter solle sie schlagen, knebeln, anschreien und vergewaltigen. „Wenn ich flehe, dann ziehe bitte die Fesseln noch fester, und den Riemen ziehe bitte um 2 bis 3 Löcher, je mehr, desto lieber ist es mir, fester zusammen, und außerdem stopfe mir dann noch alte Nylons von mir, die bereitliegen werden, derart fest in den Mund, dass ich nicht den geringsten Laut von mir geben kann.“ Sie zeigt ihm ihre im Versteck aufbewahrten Utensilien. So hat Walter sich das nicht vorgestellt; er rennt aus der Wohnung. Erika legt sich zu ihrer Mutter ins Ehebett, wo sie sich nach abwertenden Worten dieser auf sie wirft, küsst und ihr ihre Liebe erklärt. Die verstörte Mutter verträgt sich jedoch wieder mit ihr.
Anderntags folgt Erika Walter zu seinem Eishockeytraining, und sie ziehen sich in eine Abstellkammer zurück. Sie entschuldigt sich. Es kommt dazu, dass Erika am Boden liegt und mit Walter, der sich über ihr befindet, Oralsex hat. Doch dann muss sich Erika übergeben, und es kommt zu einer Auseinandersetzung zwischen den beiden, vor der Erika dann flieht.
In der Nacht klopft Walter an ihre Tür und verlangt, dass sie ihm öffnet. Kaum öffnet sie die Tür, stürmt er in ihre Wohnung, beklagt sich über ihr Verhalten und ohrfeigt Erika mehrfach. Die Mutter will die Polizei anrufen, aber Walter stößt sie ins Schlafzimmer zurück und sperrt sie ein. Es schlägt Erika mehrfach ins Gesicht und tritt auf sie ein, als sie sich am Boden krümmt. Begleitend zitiert er aus dem Brief. Er trinkt dann in der Küche ein Glas Wasser. Bei seiner Rückkehr bemerkt er, wie Erika mit ihrer Mutter durch die Tür spricht, und wird wütend. Daraufhin vergewaltigt er Erika. Anschließend erkundigt er sich nach ihrem Wohlergehen und verabschiedet sich mit den Worten: „Bis Du heiratest, ist alles wieder gut. Ciao.“
Erika nimmt am nächsten Tag in ihrer Handtasche ein Küchenmesser mit zu dem Schülerkonzert, sie soll die Schülerin am Klavier ersetzen. Sie entdeckt Walter inmitten einer Gruppe fröhlicher Kommilitonen und beobachtet, wie er mit einem Mädchen flirtet. Walter grüßt Erika mit „Guten Abend Frau Professor, ich freu’ mich schon auf ihr Spiel“, als sei nichts geschehen. Als sie schließlich allein im Foyer steht, nimmt sie das Messer aus ihrer Handtasche, sticht sich leidenschaftslos unterhalb der Schulter in ihren Körper und verlässt blutend das Gebäude.

## Soundtrack
Im Soundtrack finden sich Werke von Frédéric Chopin, Joseph Haydn, Ludwig van Beethoven, Sergei Rachmaninow, Johann Sebastian Bach und Franz Schubert.

## Kritiken
Die Rezensionssammlung Rotten Tomatoes listet 88 Kritiken, die zu 73 Prozent positiv ausfallen. Die Durchschnittsbewertung liegt bei 7 von 10 Punkten.
- „Der Film beginnt als psychologisches Drama, verliert aber an Überzeugungskraft, als die von Isabelle Huppert extrem beeindruckend gespielte Pianistin ihre verdrängten Seiten enthüllt. Die dichte, aufs Wesentliche konzentrierte Inszenierung arbeitet mit provokativen Leerstellen und vielen spannenden Subplots, unter denen die Geschlechter-Thematik etwas übergewichtet ist.“ (film-dienst[4])
- „Weit davon entfernt eine erregende Sex-Show zu sein, hat ‚Die Klavierspielerin‘ die Griffigkeit einer klinischen Fallstudie, die in das Sujet eines ästhetischen und philosophischen Diskurses erhoben wird. Visuell ist Mr. Haneke ein kühler, pedantischer Formalist, der elegante Kameraeinstellungen bevorzugt, in denen die Kamera stationär verharrt. Die eisige Autorität mit der der Film unsere Erwartungen manipuliert, erinnert an seinen berüchtigten 1997er-Film ‚Funny Games‘ …“ (The New York Times[5])
- „Der in Cannes 2001 dreifach preisgekrönte Film ‚Die Klavierspielerin‘ von Michael Haneke ist eine kongeniale Adaption des Romans von Elfriede Jelinek. Hanekes Bilder sind so verstörend wie Jelineks Sprache. Emotionslos wie ein Forscher lässt er uns am neurotischen Treiben seiner Heldin teilhaben, bis es wehtut.“ (Stern[6])

Die Videofassung des Films ist um ungefähr 5 Minuten gekürzt worden. Die in der Kinofassung enthaltenen „quälend langen Einstellungen“ können ihre Wirkungen in der Videofassung nicht entfalten und nehmen dem Film „seine wesentlichen Aussagen“.

## Auszeichnungen
- 2001 gewann Die Klavierspielerin bei den Internationalen Filmfestspielen von Cannes 2001 Auszeichnungen für den Besten Schauspieler (Benoît Magimel) und die Beste Schauspielerin (Isabelle Huppert) sowie den Großen Preis der Jury. Ferner wurde der Film für die Goldene Palme nominiert.
- Im selben Jahr gab es eine Camerimage-Nominierung.
- 2002 bekam der Film eine BAFTA-Nominierung als Bester nicht-englischsprachiger Film.
- Ebenfalls 2002 gab es für den Film eine César-Auszeichnung für die Beste Nebendarstellerin (Annie Girardot) sowie eine Nominierung für die Beste Hauptdarstellerin (Isabelle Huppert).
- Im selben Jahr gewann der Film beim Deutschen Filmpreis als Bester ausländischer Film.
- 2003 wurde der Film als Bester Nicht-amerikanischer Film für den Bodil nominiert.
- Im selben Jahr folgte eine Independent-Spirit-Awards-Nominierung als Bester ausländischer Film.
- Ebenfalls 2003 bekam Isabelle Huppert eine Online-Film-Critics-Society-Awards-Nominierung als Beste Hauptdarstellerin.
- 2003 gab es eine Robert-Nominierung als Bester nicht-amerikanischer Film.